# Giancarlo Maestri
Giancarlo Maestri (Trento, 1934 – Trento, 11 novembre 1995) è stato un attore, doppiatore e direttore del doppiaggio italiano.

## Biografia
Fratello di Anna e Cesare Maestri, ha dato la voce, tra gli altri, a Sean Connery ne Il vento e il leone, L'uomo che volle farsi re e Robin e Marian; a Paul Newman in Nick mano fredda e L'uomo dai 7 capestri; a Dennis Hopper in Easy Rider - Libertà e paura; a Burt Reynolds ne La corsa più pazza d'America e L'uomo che amò Gatta Danzante, del 1973; a Warren Beatty in Gangster Story e James Caan in Non torno a casa stasera. 
Agli inizi della sua carriera nel doppiaggio è stato a lungo socio della S.A.S. - Società Attori Sincronizzatori e successivamente è stato uno dei soci fondatori della CVD - Cine video doppiatori insieme a tanti attori/doppiatori tra cui Giancarlo Giannini, Oreste Lionello, Corrado Gaipa e Luciano Melani.
Ha inoltre dato la voce a Pisolo in Biancaneve e i sette nani, nell'edizione del 1972.

## Filmografia
- Il carabiniere a cavallo, regia di Carlo Lizzani (1961)
- Ursus nella valle dei leoni, regia di Carlo Ludovico Bragaglia (1962)
- I due colonnelli, regia di Steno (1963)
- Il sindacalista, regia di Luciano Salce (1972)
- La badessa di Castro, regia di Armando Crispino (1974)
- Vieni, vieni amore mio, regia di  Vittorio Caprioli (1975)
- Extra, regia di  Daniele D'Anza (1976)
- La ragazza del vagone letto, regia di Ferdinando Baldi (1979)
- Bachi da seta, regia di Gilberto Visintin (1988)
- La vera vita di Antonio H., regia di Enzo Monteleone (1994)

## Prosa televisiva Rai
- Il cadetto di Winslow di Terence Rattigan, regia di Franco Enriquez, trasmessa il 6 giugno 1954.
- Romanzo, regia di Daniele D'Anza, trasmessa il 5 ottobre 1956.
- Dal tuo al mio di Giovanni Verga, regia di Mario Landi, trasmessa il 18 marzo 1969.
- La visita della vecchia signora di Friedrich Dürrenmatt, regia di Mario Landi, trasmessa il 30 novembre del 1973.

## Prosa radiofonica Rai
- La buona madre, commedia di Carlo Goldoni, regia di Cesco Baseggio, trasmessa il 24 luglio 1950.
- Carlo Gozzi, commedia di Renato Simoni, regia di Cesco Baseggio, trasmessa il 21 novembre 1952.

## Doppiaggio
- Sean Connery in Il vento e il leone, L'uomo che volle farsi re, Robin e Marian, Il prossimo uomo, Obiettivo mortale
- Klaus Kinski in Sono Sartana, il vostro becchino, Il grande silenzio, Cinque per l'inferno, Il dito nella piaga, Arcobaleno selvaggio
- Burt Reynolds in Quattro bastardi per un posto all'inferno, La corsa più pazza d'America, Tutto quello che avreste voluto sapere sul sesso* *ma non avete mai osato chiedere, L'uomo che amò Gatta Danzante
- James Caan in Non torno a casa stasera, Li troverò ad ogni costo, Strade violente
- Paul Newman in Nick mano fredda, L'uomo dai 7 capestri
- Dennis Hopper in Easy Rider
- Jean Yanne in Il tagliagole
- Robert Duvall in Dieci secondi per fuggire
- Fred Dalton Thompson in 58 minuti per morire - Die Harder
- Warren Beatty in Gangster Story
- Max von Sydow in Con le migliori intenzioni
- Edd Byrnes in 7 winchester per un massacro
- Ernest Borgnine in Il mucchio selvaggio
- John Hurt in Alien
- Glen Campbell in Il Grinta
- Mike Connors in Nightkill
- Ed Lauter in Il giustiziere della notte 3
- John Philip Law in Diabolik
- Robert Forster in Delta Force
- Duane Jones in La notte dei morti viventi
- Roy Kinnear in Le avventure di Alice nel Paese delle Meraviglie
- Glen Campbell in Il Grinta
- John Beck in Audrey Rose
- Helmuth Schneider in Angelica e il gran sultano
- Bruno Dietrich in L'indomabile Angelica
- Guy Marchand in Mica scema la ragazza!
- Daniel von Bargen in Basic Instinct
- Terence Hill in Il corsaro nero
- Bud Spencer in Al di là della legge
- Anthony Steffen in Un angelo per Satana, Pochi dollari per Django
- Giuliano Gemma in Il deserto dei Tartari
- Ennio Girolami in Don Franco e Don Ciccio nell'anno della contestazione
- Gianni Garko in La notte dei diavoli
- Yves Rénier in Belfagor o Il fantasma del Louvre
- Jean-Louis Trintignant in Un uomo da abbattere
- Pierre Santini in Tre per una grande rapina
- James Franciscus in L'ultimo squalo
- Jean Marie Winling in Cyrano De Bergerac
- Jean Sorel in La corta notte delle bambole di vetro
- Manfred Freyberger in L'uomo senza memoria
- Vadim Glowna in Cuore di cane
- Mario Morales in Terrore nello spazio
- Roy Chiao in L'ultimo combattimento di Chen
- Vic Tayback in Bullitt
- Louis Jean Heydt in Il grande sonno
- Joseph Bologna in Se ci provi... io ci sto!
- Leonard Nimoy in Colombo

## Teatro
- La buona moglie di Carlo Goldoni, regia di Luca Ronconi, Teatro Verdi, Pisa, 7 dicembre 1963[2]